# Sevdalin Marinov
Sevdalin Ilijanov Marinov (bulgariska: Севдалин Илиянов Маринов), född 11 juni 1968 i Asenovgrad, är en bulgarisk-australisk före detta tyngdlyftare.
Marinov blev olympisk guldmedaljör i 52-kilosklassen i tyngdlyftning vid sommarspelen 1988 i Seoul.